# Daniel Bernatajtys
Daniel Bernatajtys (ur. 1977 w Słupsku) – polski wioślarz, wielokrotny mistrz Polski. Trener Lotto Bydgostia.

## Kariera sportowa
W latach 1992–2007 był zawodnikiem Regionalnego Towarzystwa Wioślarskiego Bydgostia Bydgoszcz. W swojej karierze zdobył 43 medale mistrzostw Polski, w tym 31 złotych, 8 srebrnych i 4 brązowe, 15 razy wywalczył drużynowe mistrzostwo Polski.
W 1996 wywalczył brązowy medal młodzieżowych mistrzostw świata, w 1997 zajął 11 m., a w 1998 6 m. na mistrzostwach świata seniorów w czwórce podwójnej.
W 2000 ukończył studia licencjackie w Wyższej Szkole Pedagogicznej w Bydgoszczy, a w 2002 studia magisterskie w Akademii Wychowania Fizycznego i Sportu w Gdańsku. Jest trenerem wioślarstwa.